# Urvillea peruviana
Urvillea peruviana är en kinesträdsväxtart som beskrevs av M.S. Ferrucci. Urvillea peruviana ingår i släktet Urvillea och familjen kinesträdsväxter. Inga underarter finns listade i Catalogue of Life.